# Arethusa-klasse kruisers
De Arethusa-klasse ((en) Arethusa-class) was een scheepsklasse bestaande uit vier lichte kruisers, die dienst deden bij de Royal Navy rond de Tweede Wereldoorlog. In eerste instantie werden er zes schepen van deze klasse gebouwd, maar het laatste paar werd omgebouwd naar de grotere Townklasse.

## Schepen in Klasse
| Naam         | Kiellegging     | Tewaterlating    | In dienst        | Uit dienst       |
| ------------ | --------------- | ---------------- | ---------------- | ---------------- |
| HMS Arethusa | 25 januari 1933 | 6 maart 1934     | 21 mei 1935      | 1950             |
| HMS Galatea  | 2 juni 1933     | 9 augustus 1934  | 3 september 1935 | 15 december 1941 |
| HMS Penelope | 30 mei 1934     | 15 oktober 1935  | 12 november 1936 | 18 februari 1944 |
| HMS Aurora   | 23 juli 1935    | 20 augustus 1936 | 8 november 1937  | 1948 en 1965     |

## Ontwerp
De Arethusa-klasse was een kleinere variant van de Amphion-group van de eerdere Leanderklasse. Ze waren vooral bedoeld om vaarroutes te beschermen, maar konden ook in een vlootverband opereren.

### Aandrijving
De schepen werden aangedreven door vier Parsons stoomturbines en vier 3-drum ketels. Dit gaf het schip een vermogen van 48.000 kilowatt, waarmee het een snelheid van 32,25 knopen (~60 km/h) kon behalen. Als het schip voerde met een kruissnelheid van 13 knopen, kon het 9.800 kilometer afleggen. Het schip had vier schoorstenen.

### Bewapening en bepantsering
De primaire bewapening bestond uit zes 152 mm kanonnen, verdeeld over drie geschuttorens. De secundaire bewapening bestond uit vier 102 mm kanonnen, acht maal 102 mm MARK XVI kanonnen en drie dubbele torpodobuizen. Er waren acht machinegeweren op de zijkanten van het schip gemonteerd.
Het pantser in de magazijnen varieerde van 25 tot 76 mm. Op de gordel was het pantser 55 mm en op het dek, de schotten en de geschuttorens 25 mm.

## Dienst
Alle schepen hebben dienst gedaan tijdens de Tweede Wereldoorlog, vooral in de Middellandse Zee. HMS Galatea werd op 15 december 1941 nabij Alexandrië gezonken door een Duitse U 557 onderzeeboot. HMS Penelope werd op 18 februari 1944 nabij Anzio gezonken door een Duitse U 410. HMS Arethusa en HMS Aurora overleefden de oorlog. In 1948 werd Aurora verkocht aan Republiek China, waar het tot 1965 diende.

## Galerij

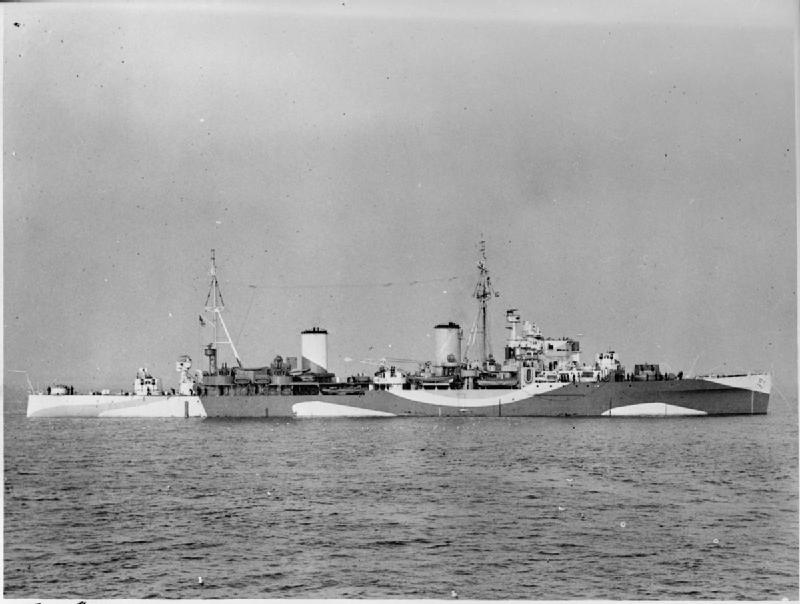
HMS Penelope
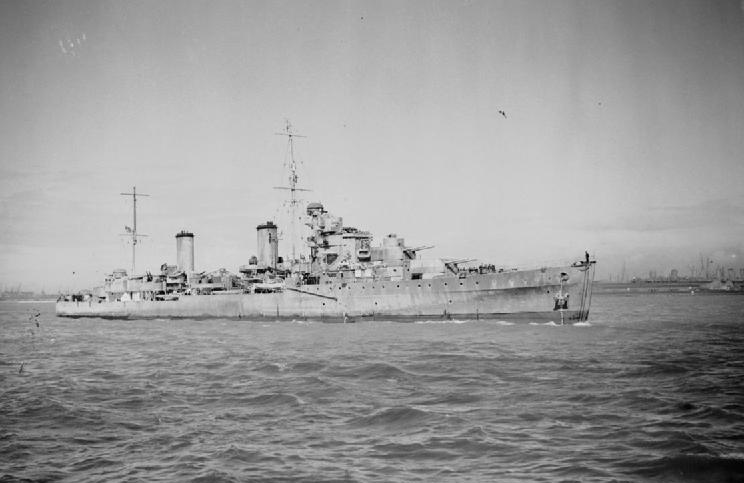
HMS Aurora
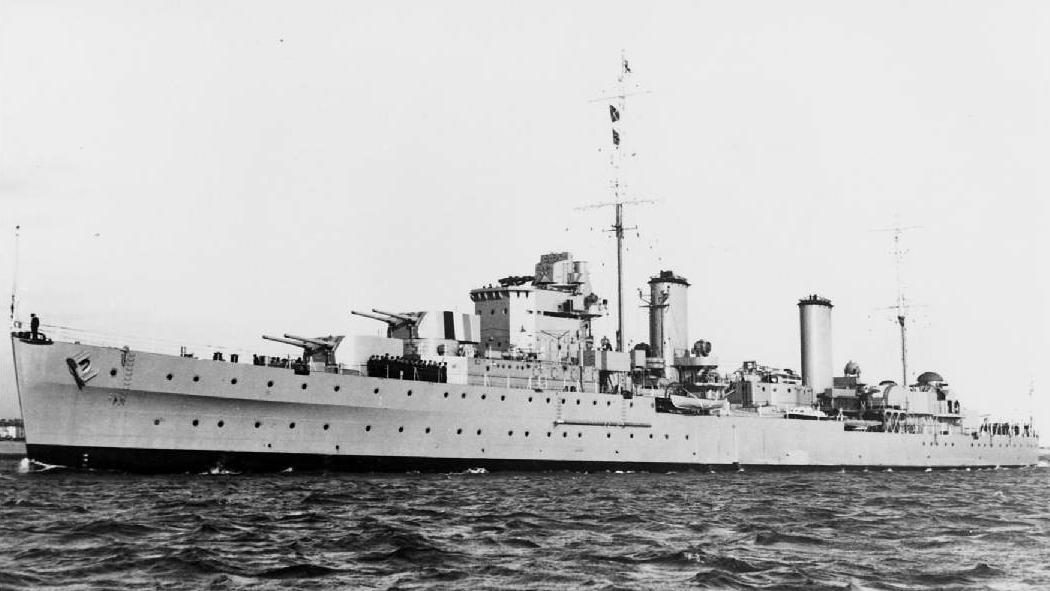
Aurora
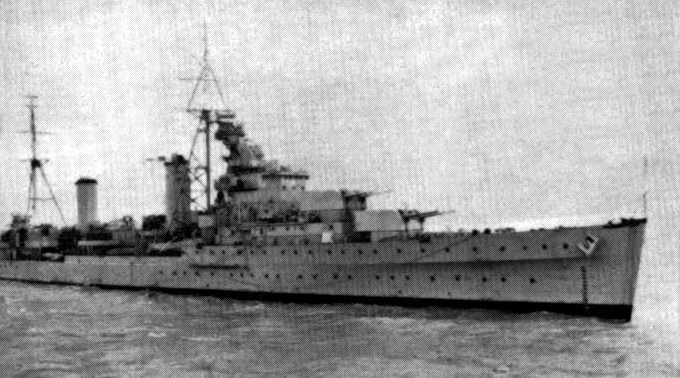
HMS Aurora in dienst van de Chinese Republiek